# Epeorus
Epeorus – rodzaj owadów uskrzydlonych należących do rzędu jętek i rodziny zmarwlocikowatych.
Obecnie do tego rodzaju należą następujące gatunki:
- Epeorus albertae (McDunnough, 1924)
- Epeorus alpicola (Eaton, 1871)
- Epeorus assimilis (Eaton, 1885)
- Epeorus deceptivus (McDunnough, 1924)
- Epeorus dispar (Traver, 1933)
- Epeorus dulciana (McDunnough, 1935)
- Epeorus fragilis (Morgan, 1911)
- Epeorus frisoni (Burks, 1946)
- Epeorus grandis (McDunnough, 1924)
- Epeorus hesperus (Banks, 1924)
- Epeorus lagunitas (Traver, 1935)
- Epeorus longimanus (Eaton, 1885)
- Epeorus margarita (Edmunds and Allen, 1964)
- Epeorus metlacensis (Traver, 1964)
- Epeorus namatus (Burks, 1946)
- Epeorus packeri (Allen and Cohen, 1977)
- Epeorus permagnus (Traver, 1935)
- Epeorus pleuralis (Banks, 1910)
- Epeorus punctatus (McDunnough, 1925)
- Epeorus subpallidus (Traver, 1937)
- Epeorus suffusus (McDunnough, 1925)
- Epeorus sylvicola (Pictet, 1865)
- Epeorus torrentium (Eaton, 1881)
- Epeorus vitreus (Walker, 1853)
- Epeorus yougoslavicus (Samal 1935)
- Epeorus znojkoi (Tshernova 1938)